# 青森県道231号大釈迦停車場線
青森県道231号大釈迦停車場線（あおもりけんどう231ごう だいしゃかていしゃじょうせん）は、青森県青森市を通る一般県道である。

## 摘要
JR東日本奥羽本線 大釈迦駅から終点の国道101号交点までほぼ直線で進む短距離路線である。起点から100mの大釈迦駅入口交差点で国道7号浪岡バイパスと交差している。
国道101号交点（終点）では五所川原方面からの流入はできない。

### 路線データ
- 起点 : 大釈迦停車場[1]
- 終点 : 国道一〇一号交点（青森市浪岡）[1]

## 歴史
- 1965年（昭和40年）4月1日 - 青森県道に認定される[1]

## 地理

### 交差する道路
- 国道7号浪岡バイパス
- 国道101号（終点）